# Lewaschi (Dagestan)

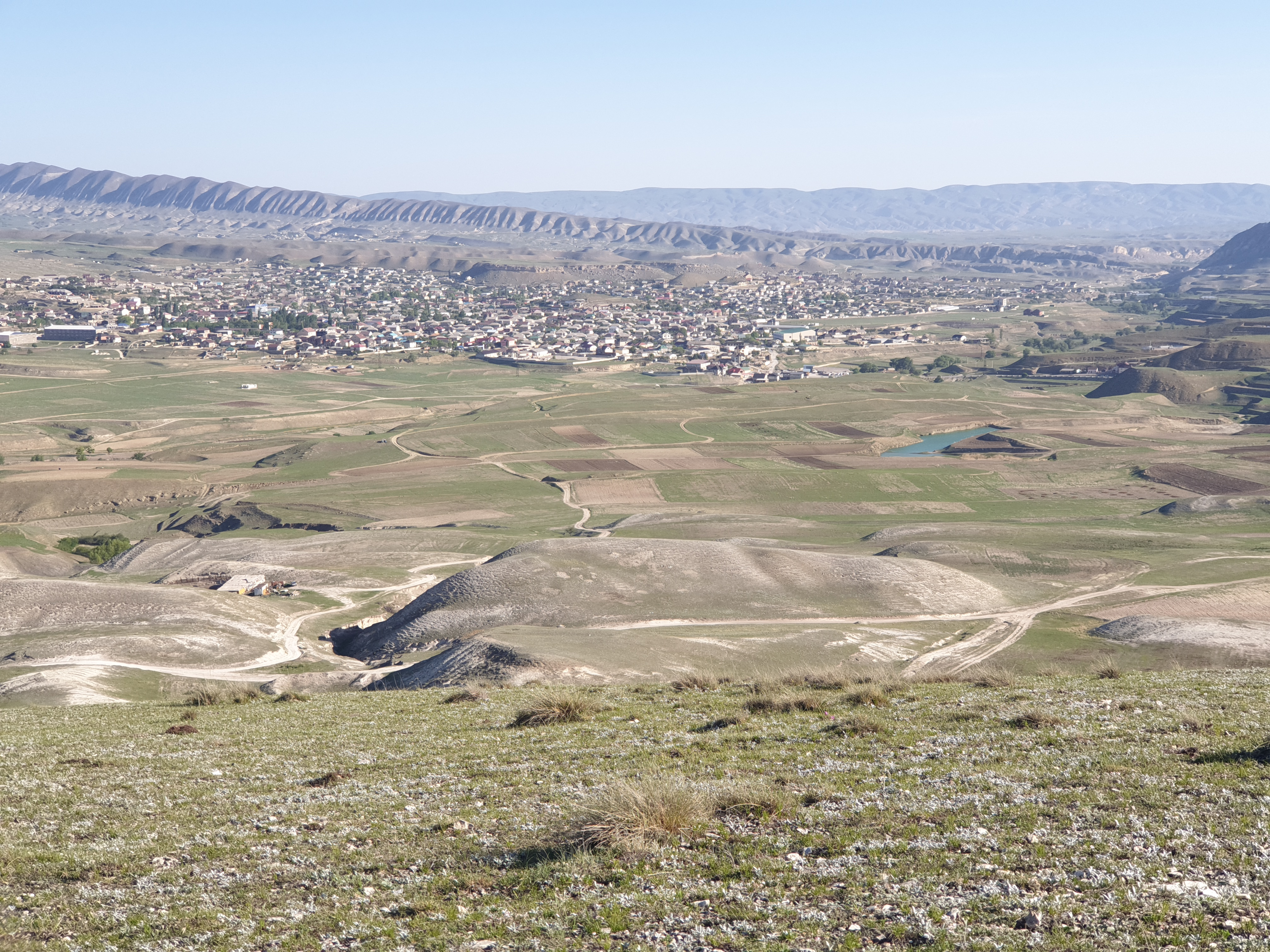
Lewaschi

Lewaschi (russisch Леваши́, darginisch Лаваша) ist ein Dorf (selo) in der Republik Dagestan in Russland mit 10.011 Einwohnern (Stand 14. Oktober 2010).

## Geographie
Der Ort liegt etwa 60 km Luftlinie südsüdwestlich der Republikhauptstadt Machatschkala in den Bergen des Großen Kaukasus, die sich in der Umgebung mit dem Gipfel des Kulimeer (Кулимеэр) bis auf 2263 m erheben. Das Dorf befindet sich auf einer Hochebene über dem tief eingeschnittenen Tal des Chalagork, der über Gubdenosen und Manasosen zum Kaspischen Meer abfließt.
Lewaschi ist Verwaltungszentrum des Rajons Lewaschinski sowie Sitz und einzige Ortschaft der Landgemeinde (selskoje posselenije) Selo Lewaschi. Über 95 % der Einwohner sind Darginer.

## Geschichte
Das seit Ende des 17. Jahrhunderts bekannte Dorf im Zentrum des Siedlungsgebietes der Darginer wurde nach Anschluss des Territoriums an das Russische Reich im Verlauf des Kaukasuskrieges 1854 Verwaltungssitz des Darginischen Okrugs (Darginski okrug), der zunächst zum kurzlebigen Gouvernement Derbent, dann ab 1860 zur Oblast Dagestan und ab 1921 zur Dagestanischen ASSR gehörte.
Am 22. November 1928 wurde der Okrug in einen nach dem Dorf benannten Kanton umgewandelt, am 3. Juni 1929 schließlich in einen bis heute bestehenden Rajon.

### Bevölkerungsentwicklung
| Jahr | Einwohner |
| ---- | --------- |
| 1897 | 1.343     |
| 1939 | 2.396     |
| 1959 | 3.091     |
| 1970 | 4.280     |
| 1979 | 4.819     |
| 1989 | 6.071     |
| 2002 | 7.302     |
| 2010 | 10.011    |

Anmerkung: Volkszählungsdaten

## Verkehr
Lewaschi liegt am Schnittpunkt mehrerer, zum Teil in den letzten Jahren neu gebauter oder trassierter Regionalstraßen. Dies sind aus nördlicher Richtung die 82K-005, die von Machatschkala über Buinaksk (wo sich die nächstgelegene Bahnstation befindet) kommend weiter nach Gunib im Südwesten führt (ab Lewaschi früher Teil der R275), aus östlicher Richtung die 82K-012 von Sergokala (früher Teil der R275) und aus südöstlicher Richtung die 82K-013 von Mamedkala über die Rajonzentren Madschalis, Urkarach und Akuscha.

## Söhne und Töchter des Ortes
- Magomedali Magomedow (1930–2022), Politiker
- Dschamaladdin Gasanow (* 1964), Politiker
- Magomedsalam Magomedow (* 1964), Politiker